# Rybinskiella magnifica
Rybinskiella magnifica – gatunek chrząszcza z rodziny grzybinkowatych i podrodziny zyzkowatych.

## Taksonomia
Gatunek ten opisany został po raz pierwszy w 1902 roku przez Michała Rybińskiego na łamach „Bulletin de l’Académie des Sciences de Cracovie” oraz „Rozpraw Wydziału Matematyczno Przyrodniczego Polskiej Akademii Umiejętności” pod nazwą Choleva magnifica. Jako lokalizację typową wskazano Gadżynę w Czarnohorze (obecna Ukraina). W 1906 roku przeniesiony został przez Edmunda Reittera do nowego, monotypowego wówczas rodzaju Rybinskiella, nazwanego na cześć Rybińskiego.

## Morfologia
Chrząszcz o ciele długości od 4,5 do 5 mm, krępej budowy, w zarysie podługowato-owalnym, ubarwionym kasztanowo z rudymi nasadami czułków, porośniętym krótkimi, delikatnymi, rzadkimi, lekko odstającymi, żółtawymi włoskami. Punktowanie grzbietowej strony ciała ma postać dużych, stosunkowo rzadko rozmieszczonych, okrągławych dołeczków. Głowa ma drobne oczy, wysmuklone głaszczki szczękowe o członie ostatnim zbliżonym długością do przedostatniego oraz długie i cienkie czułki o członach od siódmego do jedenastego rozszerzonych. Przedplecze jest szersze od głowy, ale znacznie węższe od pokryw, w zarysie prawie dzwonkowate, o wklęsłej krawędzi przedniej, słabo zaokrąglonych krawędziach bocznych, trochę wyciągniętych ku tyłowi i zaokrąglonych kątach tylnych oraz bardzo słabo wklęsłej krawędzi tylnej. Pokrywy są silnie wysklepione, w zarysie prawie owalne ze zwężonymi i wspólnie wyciągniętymi ku tyłowi wierzchołkami. Na ich powierzchni występują śladowe bruzdki podłużne. Epipleury są szerokie. Odnóża są długie i cienkie. Samce mają stopy przedniej pary z lekko rozszerzonymi członami od pierwszego do trzeciego, a stopy środkowej pary z ledwo zauważalnie rozszerzonym członem pierwszym. Genitalia samca charakteryzują się wąskimi i krótkimi paramerami, a także smukłym prąciem o bokach równoległych oraz wygiętej dogrzbietowo i spłaszczonej części szczytowej z płytko wciętym wierzchołkiem. 

## Ekologia i występowanie
Owad wysokogórski, eualpejski w szerokim znaczeniu, występujący wyłącznie powyżej górnej granicy lasu. Bytuje głównie w pobliżu pól śnieżnych.
Gatunek palearktyczny, jedyny europejski przedstawiciel rodzaju. Lokalny endemit wschodniokarpacki, paleoendemiczny dla Beskidów Połonińskich. Podawany z terenu Ukrainy i Rumunii. W Polsce dotychczas go nie odnaleziono, ale niewykluczone jest jego występowanie w Bieszczadach.